# Пахир-ишшан
Пахир-ишшан (вавил. IPi-ḫi-ra-nu-dU) — царь Элама, правил приблизительно в 1330 — 1310 годах до н. э. Надпись Унташ-Напириша в Сузах называет Пахир-ишшан был сыном Игехалки.
Пахир-ишшан не оставил собственных надписей или памятников. Единственным источником, проливающим свет на личность царя Пахир-ишшана, является надпись на стеле, которую позднейший царь Шутрук-Наххунте спустя 150 лет велел торжественно доставить в Сузы и здесь же надписать. Надпись сильно повреждена и, кроме того, малопонятна. Она называет Пахир-ишшана, если это место правильно истолковано, правителем, «который восстановил свободу Элама». Пахир-ишшан, как и прежде верховные правители Сиве-палар-хуппак и Пала-ишшан, завоевал некую (ещё не установлено, какую) добычу. Пахир-ишшан запрятал эту добычу в Аяхитеке, то есть там, где Шутрук-Наххунте нашёл данную стелу. Судя по этому, Аяхитек был, по-видимому, родовым имением новой династии Игехалкидов. Предполагается, что оно примыкало к граничащей на востоке Сузианы горной стране Аншан, точнее, было расположено в районе Исфагана.
Согласно надписям более позднего царя Шилхак-Иншушинака I Пахир-ишшан осуществлял строительные работы в храме Иншушинака в Сузах. Ещё один источник сообщает, что он был женат на родственнице касситского царя Вавилонии Куригальзу II.
| Игехалкиды               |                                     |                        |
| Предшественник: Игехалки | царь Элама ок. 1330 — 1310 до н. э. | Преемник: Аттар-Киттах |